# Nazionale maschile di calcio a 5 della Thailandia
La nazionale di calcio a 5 della Thailandia è, in senso generale, una qualsiasi delle selezioni nazionali di Calcio a 5 della Football Association of Thailand che rappresentano la Thailandia nelle varie competizioni ufficiali o amichevoli riservate a squadre nazionali.
La nazionale è una delle più forti della regione dell'ASEAN, come testimoniano le cinque vittorie nell'AFF Futsal Championship, e una delle nazionali fondatrici dell'ASEAN Football Federation. Nonostante questa supremazia a livello di Sud-est asiatico, la Thailandia non si è mai espressa ad alto livello né nelle manifestazioni iridate, né in quelle continentali dove come migliori piazzamenti sono arrivati quattro terzi posti nel 2000, 2002, 2003 e 2004. Queste posizioni hanno fruttato per due volte la qualificazione ai campionati del mondo, dove però la squadra thailandese non ha mai passato il primo turno e dove ha ottenuto una sola vittoria contro l'Australia per 3-2 al mondiale di Taiwan nel 2004.

## Palmarès

### Campionati mondiali
Due partecipazioni ai mondiali del 2000 e del 2004 sono il bottino della Thailandia alla rassegna iridata, il bilancio parla di cinque sconfitte e una vittoria, che equivalgono a due eliminazioni al primo turno.

### Campionati continentali
Nei campionati AFC, la Thailandia, pur avendo ospitato anche una volta la manifestazione, non è mai andata oltre il quarto posto colto in quattro occasioni, negli altri casi è uscita anticipatamente: nel 1999 è giunta terza nel girone A, nel 2001 e nel 2007 è giunta ai quarti di finale, nel 2005 e 2006 è uscita nel girone di secondo turno.

## Risultati nelle competizioni internazionali

### Mondiali FIFUSA
- 1982 - non presente
- 1985 - non presente
- 1988 - non presente

### FIFA Futsal World Championship
| Anno e luogo | Piazzamento      | Pd | V | N | P | GF | GS |
| ------------ | ---------------- | -- | - | - | - | -- | -- |
| 1989         | Non qualificata  | -  | - | - | - | -  | -  |
| 1992         | Non qualificata  | -  | - | - | - | -  | -  |
| 1996         | Non qualificata  | -  | - | - | - | -  | -  |
| 2000         | 1º turno         | 3  | 0 | 0 | 3 | 2  | 17 |
| 2004         | 1º turno         | 3  | 1 | 0 | 2 | 5  | 13 |
| 2008         | 1º turno         | 4  | 1 | 0 | 3 | 7  | 15 |
| 2012         | Ottavi di finale | 4  | 1 | 0 | 3 | 9  | 16 |
| 2016         | Ottavi di finale | 4  | 2 | 0 | 2 | 22 | 22 |
| 2021         | Ottavi di finale | 4  | 1 | 1 | 2 | 11 | 16 |
| 2024         | qualificata      |    |   |   |   |    |    |
| Totale       | 7/10             |    |   |   |   |    |    |

### AFC Futsal Championship
- 1999 - Primo turno
- 2000 - Terzo posto
- 2001 - Quarti di finale
- 2002 - Terzo posto
- 2003 - Terzo posto
- 2004 - Terzo posto
- 2005 - Secondo turno
- 2006 - Secondo turno
- 2007 - Quarti di finale
- 2008 - Secondo posto
- 2010 - Quarti di finale
- 2012 - Secondo posto
- 2014 - Quarti di finale
- 2016 - Terzo posto
- 2018 - Quarti di finale
- 2020 - Quarto posto
- 2024 - Secondo posto

### AFF Futsal Championship
- 2001 - Campione ASEAN
- 2003 - Campione ASEAN
- 2005 - Campione ASEAN
- 2006 - Campione ASEAN
- 2007 - Campione ASEAN
- 2008 - Campione ASEAN
- 2009 - Campione ASEAN
- 2010 - assente
- 2012 - Campione ASEAN
- 2013 - Campione ASEAN
- 2014 - Campione ASEAN
- 2015 - Campione ASEAN
- 2016 - Campione ASEAN
- 2017 - Campione ASEAN
- 2018 - Campione ASEAN
- 2019 - Campione ASEAN
- 2022 - Campione ASEAN